# Књига тапија
Књига тапија је јавна евиденција о власницима на парцелама. Уписаним власницима на парцелама издавала се тапија, као доказ да је лице означено у тапији власник парцеле.
До израде катастра непокретности, подаци о непокретностима и стварним правима на њима водили су се у катастру земљишта, земљишној књизи и књизи тапија.
Тапијске књиге формиране су у појединим општинама у централној Србији, у којима не постоји својинска евиденција, односно где није формирана земљишна књига.
На овим подручјима право власништва стиче се уписом у тапијске књиге и издавањем тапије.
Захтев за упис својине у књигу тапија подноси се надлежном органу у општини, а уз захтев се прилаже копија катастарског плана и исправа којом се доказује право својине на одређеним непокретностима.
Тапија јесте јавна исправа коју на захтев странке издаје надлежна општина, а потврђује општински суд који води књигу тапија. Поред тапијске књиге, суд израђује и азбучни регистар власника непокретности уписаних у књигу тапија.
У тапијским књигама не проводе се промене, а пренос права врши се преносом тапија.
У Републици Србији тапијске књиге више нису у употреби, већ се основна евиденција о непокретностима води у катастару непокретности. Увођењем катастра непокоретности на одређеном подручју, престају да важе земљишна књига, књига тапија, интабулациона књига и књига продатих друштвених станова са хипотеком.